# エゾタンポポ
エゾタンポポ（蝦夷蒲公英、学名：Taraxacum venustum）は、キク科タンポポ属の多年草。
北日本の人里に多いタンポポ。頭花の径が4-6cmと大きい。

## 特徴
根生する葉はロゼット状になり、根出葉は倒披針形または広線形で、長さ15-30cm、幅2-4(-6)cmになり、先端は三角状、縁は全縁または羽状に浅裂から深裂する。裂片は多くは三角であるが、線形に切れ込んだり、不規則な歯牙状になるなど変異に富む。葉脈の中央脈は赤色を帯びることが多い。
花期は4-5月。花茎は直立し高さ10-20cmになり、中空、花茎上部に白色の軟毛が密生する。頭状花序は径4-6cmと大きく、花冠は舌状花冠のみで構成され、黄色、小花は100-200個、縁の小花は長さ1.5-2cmになる。総苞は緑色、総苞内片は1列で、花時に直立し長さ15-23mm、幅は狭く、狭披針形または線状披針形で、外面が黒みを帯びることがある。総苞外片は多列あり、総苞内片の半分の長さがあり、ふくらんで圧着し、最外片は幅が広く、卵形から広卵形で、縁に毛があり、ふつう先端に角条突起はないが瘤状になることがある。雄蕊は5個の葯が合着した集約雄蕊で、花粉の粒は大きさが不均一である。雌蕊は黄色。果実は痩果で、紡錘形で長さ4-5mm、淡黄褐色になる。冠毛は長さ7.5-9.5mm、冠毛柄は冠毛より長い。

## 生殖方法、無融合生殖種
本種は、ふつう染色体数2n=24、32の3倍体、4倍体であり、ごくまれに2n=40の5倍体がある。これらの倍数体は、雌蕊だけで無性的に種子をつくる無融合生殖種である。このため、前述の葉の形態の多様性のほか、総苞外片の形態が楕円形になり、角条突起があるものなど多様であり、これらは、過去には多くの種に分類された経緯にある。しかし、現在では分子系統解析の結果により、多くのクローンを含む複合種とみなされている。
本種のほか、日本産のタンポポ属の中で、無融合生殖種であるものに、クモマタンポポ Taraxacum yesoalpinum、ミヤマタンポポ T. alpicola、シコタンタンポポ T. shikotanense、シロバナタンポポ T. albidum、キビシロタンポポ T. hideoi、モウコタンポポ T. mongolicum、ツクシタンポポ T. kiushianum、クシバタンポポ T. pectinatum がある。

## 分布と生育環境
日本では、南千島、北海道、本州の東北地方・関東地方・中部地方に分布し、草地、田畑の畔、道ばた、雑木林にふつうに生え、山地の標高の高い場所にも生育する。世界では、カラフトに分布する。

## 名前の由来
和名エゾタンポポは「蝦夷蒲公英」の意。北海道の旭川市産のものをタイプ標本として、植物学者の小泉秀雄 (1933)が新種記載し、和名も小泉がつけた。
種小名（種形容語）venustum は、「可愛いい」「可憐な」の意味。

## 保全状況評価
国（環境省）でのレッドデータブック、レッドリストの選定はない。都道府県のレッドデータ、レッドリストの選定状況は、神奈川県が絶滅危惧IA類(CR)になっている。

## ギャラリー

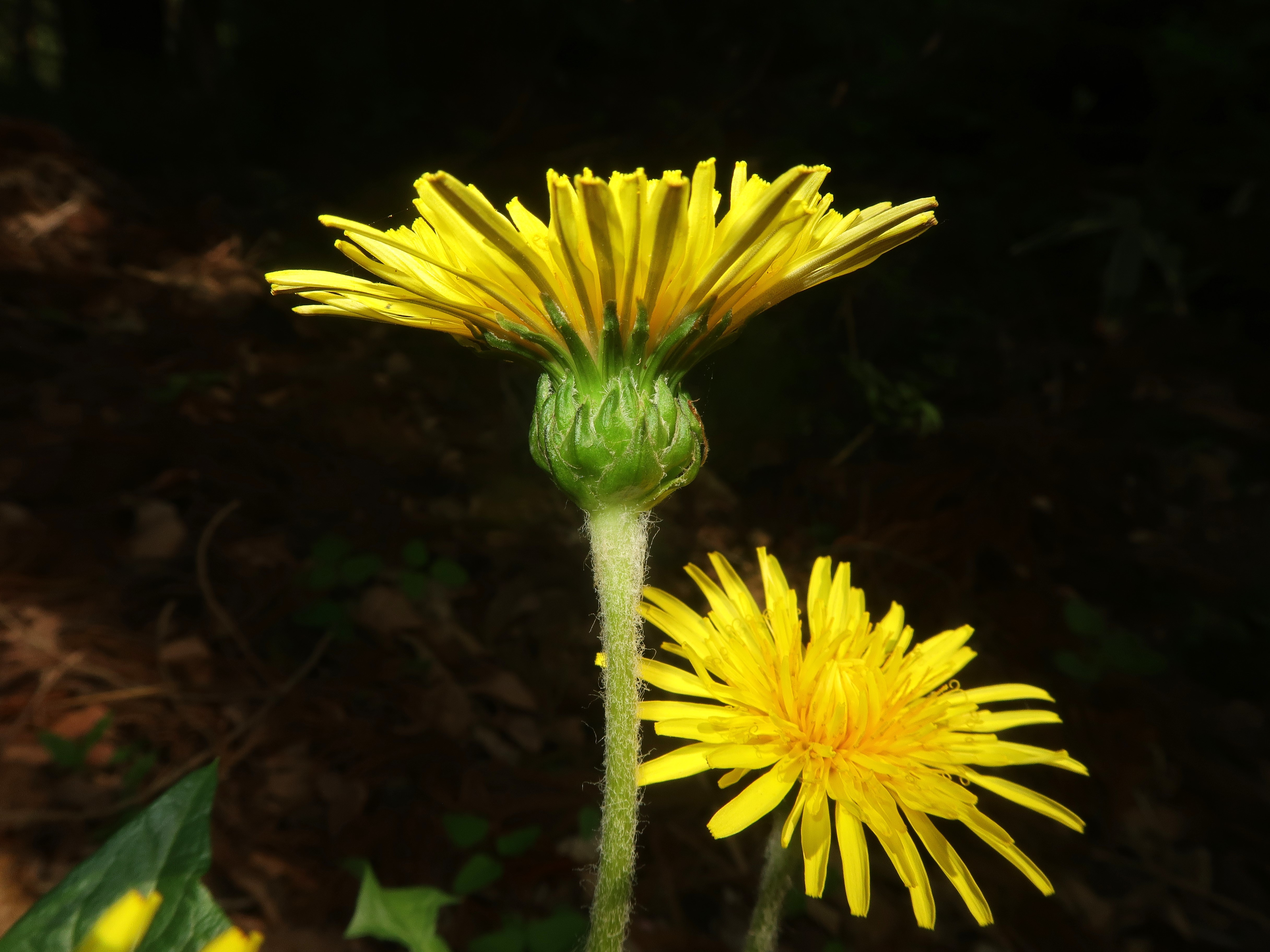
花茎は直立し、中空、花茎上部に白色の軟毛が密生する。
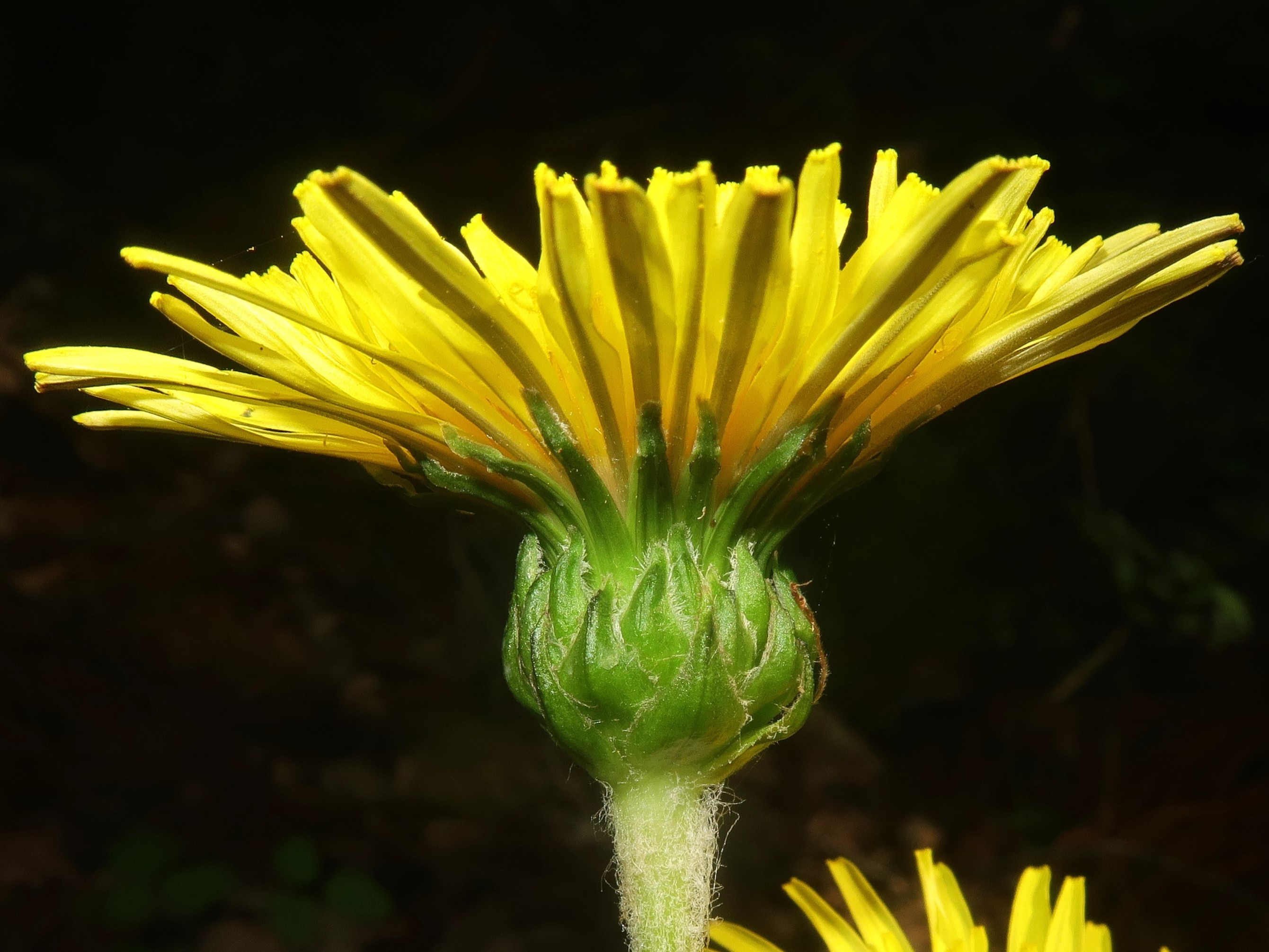
左の拡大。総苞は緑色、総苞内片は1列で、花時に直立し、幅は狭く、狭披針形または線状披針形になる。総苞外片は多列あり、総苞内片の半分の長さがあり、ふくらんで圧着し、最外片は幅が広く、卵形から広卵形で、縁に毛があり、先端に角条突起はない。
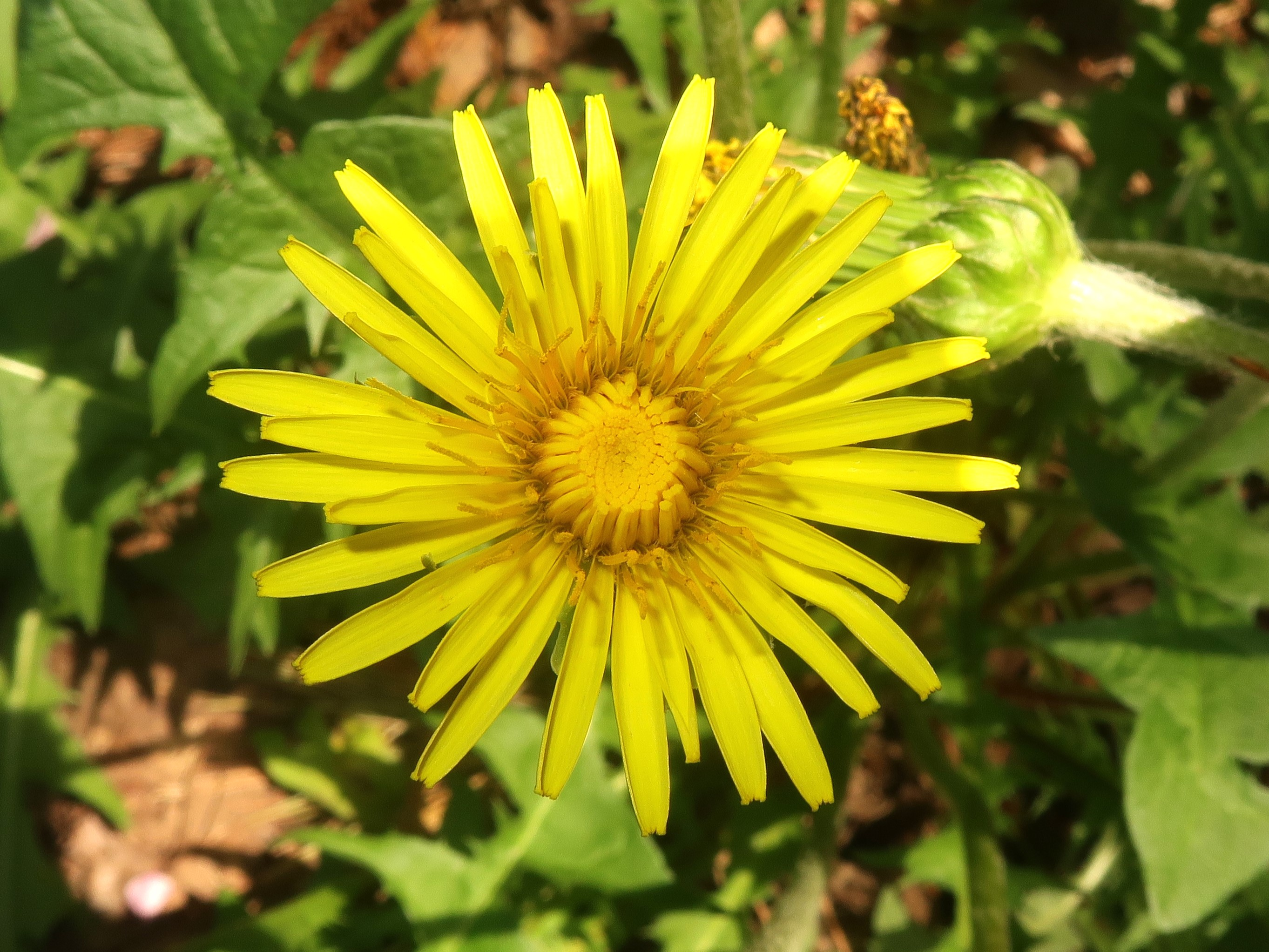
頭花は舌状花冠のみで構成される。雌蕊の先端に付着した花粉が見える。開花したての頭花。
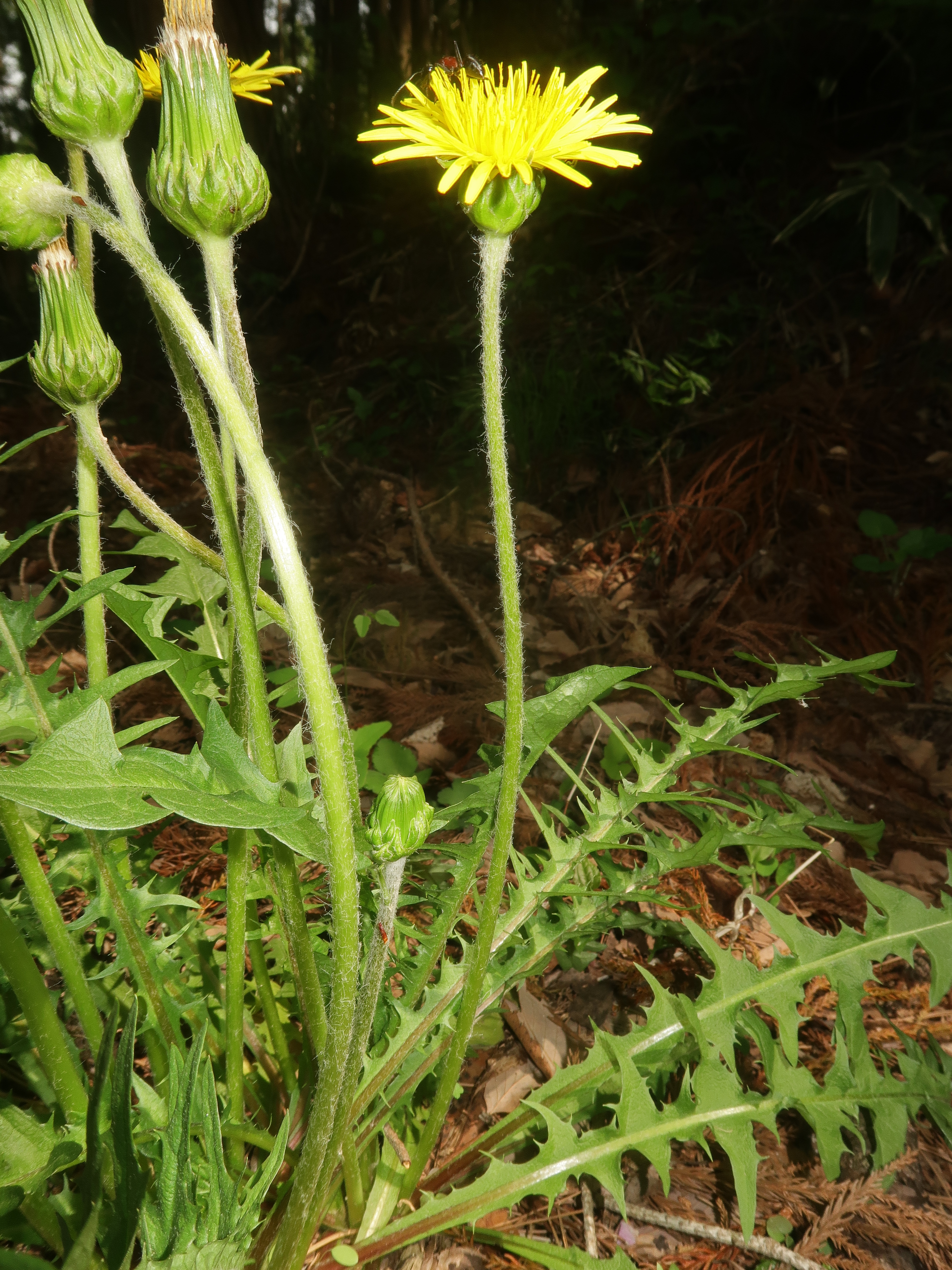
根出葉は倒披針形または広線形で、先端は三角状、縁は全縁または羽状に浅裂から深裂する。葉脈の中央脈は赤色を帯びることが多い。